# Solomon Owello
Solomon Owello, né le 25 décembre 1988, est un footballeur nigérian évoluant au poste de milieu de terrain pour IK Start, un club norvégien de football basé à Kristiansand.

## Palmarès
Vierge